# エノコログサ
エノコログサ（狗尾草、学名：Setaria viridis）は、イネ科エノコログサ属の植物で、一年生草本であり、ブラシのように長い穂の形が独特な雑草である。
夏から秋にかけてつける花穂が、犬の尾に似ていることから、犬っころ草（いぬっころくさ）が転じてエノコログサという呼称になったとされ、漢字でも「狗（犬）の尾の草」と表記する。ネコジャラシ（猫じゃらし）の俗称は、花穂を猫の視界で振ると、猫がじゃれつくことから。逆に猫をじゃらす、草状のものを「お遊び草」と呼ぶようになった。穀物のアワ（粟）の原種とされ、交雑もよくおこる。

## 分布
全世界の温帯に分布する。日本でも全土の日当たりのよい畑地、荒地に分布する。縄文時代前半まではなく、日本にはアワ作とともにアワの雑草として伝わったものと推測される。

## 特徴
草丈は40cm - 70 cmになる。茎は細く、基部は少し地表を這い、節から根を下ろす。夏には茎が立ち上がって伸び、先端に穂をつける。
葉は匍匐茎にも花茎にも多数ついており、最大20 cm位、イネ科としてはやや幅広く、細長い楕円形、薄く、緑色でつやがない。茎を包む葉鞘と、葉身の境目につく葉舌は退化して、その部分に毛だけが残る。また、よく葉が裏表逆になっている。葉の付け根でねじれて、裏側が上を向くもので、そのような葉では、上を向いた裏側の方が濃い緑でつやがあり、下を向いた表側の方が、裏のような様子になる。
花序は円柱形で、一面に花がつき、多数の毛が突き出すので、外見はブラシ状になる。イヌビエなどの穂から出る毛は、小穂を包む鱗片（穎）の先端から伸びる芒であるが、エノコログサの場合、この毛は芒ではなく、小穂の柄から生じる長い突起である。
鳥や動物に食べられても、種子が消化されずに排泄されるため、生息域を広げることができる。

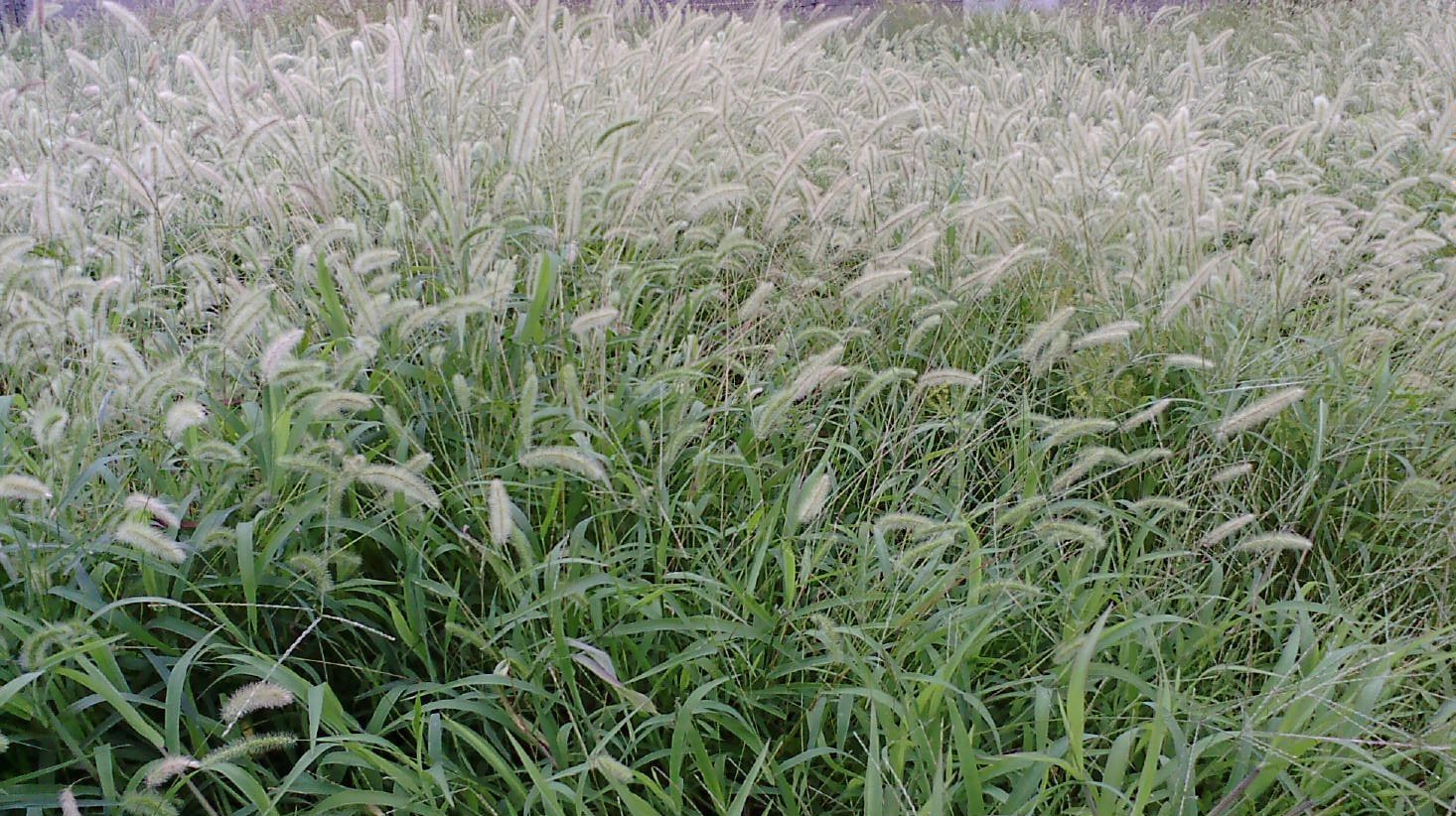
群生

## 利用
現在は、一般的に食用としては認識されてはいないが、アワ（粟）の原種のため食用に使える。基本的に穀物であるので、粟やほかの穀物同様、種子の部分を脱穀・脱稃して食用とする。近代以前の農村では、飢饉の際にカラスムギなどと共にこれを食用としたこともあった。オオエノコロは粟の遺伝子が流入しているので食用に供しやすい。
食用とする場合、エノコログサは脱粒しやすいのではたきなどで叩き落とし、ざるで受けるのがよい。脱穀したのちすり鉢ですりつぶし、水選する。食べるときはアワと同様、粒のままでも製粉しても食べられる。
また、猫じゃらしの名の通り、これを用いて猫をじゃらすことができる。

## 変異

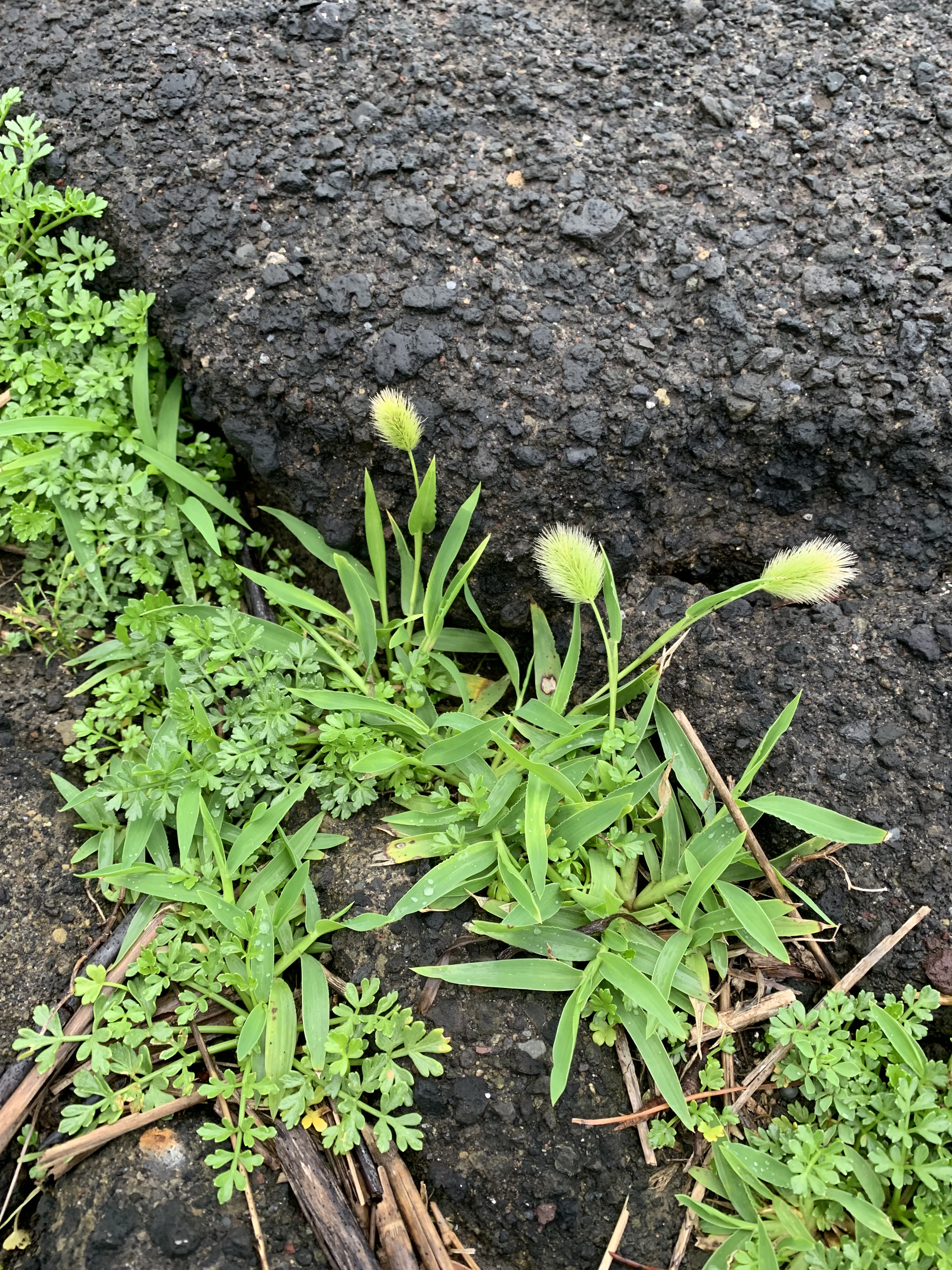
海浜適応型変種のハマエノコロ

エノコログサはさまざまな所に生え、そのためもあってか種内変異が多い。
ハマエノコロ S. v. var. pachystachys （Fr. et Sav.）
海岸に生える型。違いとしては、背が低く、比較的よく地表を這うこと、茎や葉が短く硬いこと、それに、穂が短くほとんど楕円形で、小穂が密で毛が長く、そのために穂の外見がかなり異なる点が挙げられる。ただし、内陸に入ると次第に普通の型に移行する。
ムラサキエノコロ S. v. f. purpurascens Maxim.
これは特に穂の剛毛が紫に染まるものである。